# 倉田瑠夏
倉田 瑠夏（くらた るか、1996年〈平成8年〉8月4日 - ）は、日本の女優、タレントであり、女性アイドルグループ・アイドリング!!!の元メンバー。大阪府松原市出身。エイベックス・マネジメント・エージェンシー所属。

## 略歴

### 芸能界デビュー前（ - 2010年）
幼少期 - 2009年
5歳よりダンスを始める。10歳ごろ、大阪のアクターズスクール・パフォーマンスアーティスト育成学園Galapa（）に入校。
2009年夏、ライブイベント『a-nation』アクトダンサーに合格し、TRFのバックダンサーを務める。
同年12月からのアイドリング!!!4期生オーディションに参加。4期候補生15名のうちの1人に選出される。
2010年
1月、「アイドリング!!! 7thライブ 人生=修行ナリング!!!」において候補生がお披露目。

### アイドリング!!!時代（2010年 - 2015年）
3月6日、最終審査「アイドリング!!! 4期生ファイナルオーディショング!!!」において正式に4期生に選出され、芸能界入りする。
4月、アイドリング!!!22号として活動を始める。それに伴いエイベックス・マネジメントに移籍し上京。
2011年
4月、1stイメージビデオ『るかの1ページ・・・』をリリース。
8月、舞台『Stranger than Paradise 〜深愛〜』で舞台デビュー。以降、数々の舞台に出演する。
10月、2ndイメージビデオ『瑠夏色の夏』をリリース。
11月、冠番組『倉田瑠夏 プレミアム放送』を開始。
2012年
4月、3rdイメージビデオ『るかぴ〜や』をリリース。
2013年
10月、所属事務所の分社によりエイベックス・ヴァンガードにグループ内移籍。
2014年
3月、同事務所でアイドリング!!!の同僚・橘ゆりかとガールズデュオユニット・Booing!!!を結成し、日本サッカー応援コンピレーションアルバム『ULTRAS 2014』に参加。
2015年
2月、出演映画『ユルネバ〜キミは一人じゃない〜』が公開。Booing!!!名義で、ライブイベント『コラソンフェス2015』に出演。以後、同ユニットのライブ活動を開始。
4月、3年制短期大学に進学。橋本楓との共演冠番組『るかえで×アイドリング!!!』の放送開始。
6月、Booing!!!名義で、ライブイベント『コラソンフェス2015 Vol.5』に出演し、アイドリング!!!の同僚だった遠藤舞や関谷真由（2D）らと共演。
8月、自身の生誕祭イベント『グラタンフェス』、Booing!!!初のワンマンライブ『オフサイド!!!』を開催。
10月31日、約5年半在籍したアイドリング!!!を卒業。

### アイドリング!!!卒業後（2015年 - ）
12月、Booing!!!2ndワンマンライブ『オーバーラップ!!!』を開催。
2016年
3月、Booing!!!3rdワンマンライブ『ハットトリック!!!』を開催し、ライブツアーと1stシングル制作、海外野音フェス参加などを公表。
8月、Booing!!!名義で大型アイドルイベント『TOKYO IDOL FESTIVAL 2016』に参加。二十歳を記念した生誕祭イベント『LUKA 20th Anniversary Festival.』を開催。
9月、DJユニット「LUKA×パフォーマーYURICA」名義で、DJとして初のライブ公式参加。
12月、Booing!!!の同僚・橘ゆりか生誕祭イベント『YURICAL FES 2016』に出演。クラブイベント『TOKYO ALLMIX NIGHT 2016 YEAR-END PARTY』に参加し、DJとして初の単独舞台を踏む。
2017年
1月、故郷・松原市の成人式に出席し、新成人代表としてミニライブを行う。
2月、地元・大阪のDJクラブイベント『newÔrder』にメインアクトで参加。
4月、所属事務所の再統合によりエイベックス・マネジメントに再移籍。
5月、約2年ぶりにグラビア活動を再開。DJクラブ「Club Camelot」で出演し、以後継続的に参加。
6月、アイドリング!!!の元プロデューサー・門澤清太の担当番組『鎧美女』に客演。
8月、自身を含むエイベックス・グラビアモデルのフォトブック『ENTAME genic Side a』が刊行。
9月、アイドリング!!!OGが集結した次世代への新番組『アイドルING!!!』に参加。
11月、eスポーツイベント『Tokyo E-sports Festival』に参加し、アイドリング!!!OG名義でライブ出演。
12月、5年半ぶりの4thイメージビデオ『LUKA is back!!』をリリース。
2018年
3月、短期大学を卒業。デジタル写真集『アイドル・ハウスキーパー』を刊行。
4月、主演舞台『続・魔銃ドナー 〜アーティフィシャル ダイアリシス〜』にて2年半ぶりの女優業に復帰。
6月、DJ KOO『BEAT GOES ON』にて、初のラジオ番組レギュラー（期間限定）出演。
8月、参加したエイベックス監修のグラビアブック『a-books GRAVURE 2018』が刊行。
12月、『呪いの49日〜表と裏〜』および『呪いの万華鏡〜図地反転〜』にて2作同時公演舞台に出演。
2019年
1月、ブラウザゲーム『艦隊これくしょん -艦これ-』のリアルイベントなどにおける公式コスプレイヤー・艦娘遊撃隊（榛名 役）としての活動を開始。
2月、5thイメージビデオ『reply』をリリース。
3月、参加したエイベックス監修のグラビアブック『a-books GRAVURE -Anthology-』が刊行。
4月、朗読劇『Greif』に出演し、アイドリング!!!の元同僚・後藤郁と5年ぶりに共演。
7月、ラッキー1番グループのイメージガールに就任する。
8月、『TOKYO IDOL FESTIVAL』の10周年企画としてアイドリング!!!が4年ぶり1日限りの復活を果たし、3年ぶりに参加。
11月、4年半ぶりの出演映画『カーテンコール 〜curtain call〜』が上映。
12月、舞台『NIKORA -ニコラ-』にて初の単独主演を果たす。
2020年
4月以降、新型コロナウイルス感染拡大の影響により、いくつかの予定されていた出演舞台や音楽ライブが延期などとなる。またそのためオンラインでの活動が活発になる。
4月 - 6月、YouTubeチャンネルを開設、TikTokを開始。オンラインファンミーティングの開催を開始。
7月、SHOWROOM上で行われたオーディションにより、KYOSEN GROUP公式モデルに就任する。
9月、テレビ番組『いい福みつけ旅』に出演を開始。
10月、古巣アイドリング!!!最後の同窓会番組『バカリズム特番』に参加。
12月、公演中であった出演舞台において新型コロナウイルスのクラスターが発生し、それによった倉田の感染も確認され、そのため予定されていたテレビ出演も中止などとなったりしたが、1週間ほどのホテル療養の後に仕事復帰を同月24日に自身のSNS上で報告した。
2021年
5月、テレビ番組『クイズ！G1グランプリ！』に出演を開始。
2022年
1月、主演舞台が上演される予定であったが、開幕直前にコロナ禍により延期となる。
7月、自身のこれまでの様々な芸能活動の集大成とする舞台『舞姫 〜ディーヴァ〜』にて主演を務める。
10月より、サムライ・ロック・オーケストラの特異なアクロバットを主体とするミュージカル『アリス in Muscleランド』に出演開始、主人公・アリス役を演じ自身もパフォーマンスに挑戦する。
12月、ダブル主演舞台『空の匣庭』が上演。
2023年
8月、公式ファンクラブ「Ruka's kinda room」を誕生日に開設。
9月、FC東京のイベント「東京ドロンパ BIRTHDAY PARTY」に、1日限りで再結成されたアイド“ロ”ング!!!として出演。
12月、舞台『NIKORA-ニコラ-』が再演され再び主演を務める。
2024年
3月、ヒロイン出演舞台『封印壊除』が上演。
4月、ミスいちご第8期メンバーに就任。
6月、トリプル主演舞台『学園探偵 薔薇戦士 〜痴漢退治はお任せあれ！〜』が上演。
7月29日、自身のSNSにて、結婚したことを発表した。
11月、約2年間アリス役を務めた『アリス in Muscleランド』が大千秋楽を迎える。
12月、「二十歳の誕生日を盛大にお祝いしてくれた3人」という朝日奈央、大川藍、橋本楓も参列してハワイで結婚式を挙げたことを報告した。
2025年
4月、前作から引き続きトリプル主演を務める舞台『学園探偵 薔薇戦士II 〜ホストの毒牙からJKをお守りします〜』が上演。
6月から7月、ヒロイン出演舞台『六道追分』が上演。
8月、『TOKYO IDOL FESTIVAL 2025』にてTIF15周年および全員卒業から10年の節目を記念してアイドリング!!!が1日限りの復活をし参加した。

## 人物
愛称は「るかぴーや」「るぅちゃん」など。小学校までのあだ名は「グラタン」。ファンネームは「るぅちゃん」という愛称に因んだ「るぅまにあ」。
日常会話は大阪弁も使用する場合がある。3歳下に誕生日が同じ8月4日生まれの弟がいる。しばしばハムスターを飼っている。
趣味はアクセサリー・雑貨収集、カメラ、洋楽。ディズニー映画のキャラクター「アリエル」が大好きで、関連グッズなどを集めたりしている。特技はダンス、DJ。
- 免許・資格

教育系の3年制短期大学に進学し、2018年に卒業。「保育士」「幼稚園教諭」「認定ベビーシッター」の免許・資格を取得し、ベビーシッターに関しては実働の経験もある。
- クラブDJ活動

2016年ごろからDJの修業を始め、非公式でクラブイベントなどに参加。同年末から正式に単独出演を開始した。翌2017年2月には、地元・大阪のイベントにメインアクトで参加。以降、渋谷のクラブなど定期的に出演していた。
- ダンス

ダンスが特技で、年少期にアクターズスクール・Galapaに所属し、「南港ATCジュニアダンスコンテスト」サンスポ賞、「天保山キッズダンスコンペティション」準優勝、「コムボックス光明池キッズダンスコンテスト」優勝といった実績を残している。その後2009年夏、エイベックス主催のライブイベント『a-nation』のアクトダンサーにも合格している。
所属していたダンススクールや上京後の中学生時代の寮では、ダンスユニット・HappinessのKARENと一時期一緒であった。2011年2月5日には『【倉田瑠夏】ルカルカ★ナイトフィーバーを踊ってみた【アイドリング】』と題しVOCALOID巡音ルカの「ルカルカ★ナイトフィーバー」を踊った動画をニコニコ動画で個人的にアップロードしたりしていた。個人活動などでテレビ出演した際も、企画でダンスパフォーマンスを披露するなどしている。

## グループ活動

### アイドリング!!!関連
- 4期生

アイドリング!!!ナンバーは22号、イメージフラワーはガーベラ。歴代メンバーのうち、伊藤祐奈・野元愛・後藤郁・尾島知佳と同期であった。
- 愛称 / キャラクター

愛称は「るぅちゃん」。主な一人称は「るか」。メンバーからは名前通りに「るか（ちゃん）」、ファンからは「（るか）ぴーや」と呼ばれることもある。
普段は穏やかだが、時折エネルギッシュな関西人気質が露見することがある。年上に甘えられるのが苦手で、同期・後藤郁の求愛行為に拒絶反応を示していたエピソードを明かしている。演者としては、自身が天然だと主張したり毒舌を吐いたりと本来とは違う一面を魅せ、その時々の演出を読む適応力があった。
本格的なダンサーとしての経歴があり、ダンスパフォーマンスの上手いメンバーとして、グループ内の上位に必ず挙がる。ぽっちゃりした容姿であったため、おデブなキャラ的扱いをされることがあった。
- メンバーとの関係

歴代メンバーのうち、橘ゆりかと同じ事務所に所属。橋本楓・高橋胡桃・石田佳蓮・佐藤ミケーラ倭子と同学年で、橋本・高橋・石田とは高校の同級生だった。
朝日奈央、大川藍、橋本楓など公私共に親しい友人達は、倉田の自宅に外泊することが多い。親しいメンバーは倉田の人柄に「癒されるから」と評している。
同い歳の橋本楓とのペアは「るかえで（コンビ）」と呼ばれる。2015年には『るかえで×アイドリング!!!』という共演番組もできている。5期生加入後は同学年の高橋胡桃、石田佳蓮を含めた4人を総称して「くるかれで」（くるみ+るか+かれん+かえで）と呼ばれることもある。また、個人活動では、同事務所の橘ゆりかとペアを組むことが多い。

#### アイドリング!!!卒業
2015年10月末日、アイドリング!!!の活動終了に伴いグループを卒業した。約5年半在籍し、シングル13枚・アルバム4枚参加などの実績を残している。レギュラー番組『アイドリング!!!』にも同期間600回以上出演した。
- 卒業コメント

「加入当初、13歳の時に親元を離れ上京して、一人暮らしを始めた頃が辛かった。関係者の支えが励みになり、特に所属事務所の先輩・橘ゆりかや、同年代・橋本楓の存在が大きかった」と謝意を述べている。
同期について、「4期生は5人から尾島知佳と自分だけになってしまったが、尾島からは終始気遣って貰っていた。2人一緒で卒業できて嬉しい」と心中を語っている。

### Booing!!!関連
ガールズデュオユニット「Booing!!!」（ブーイング!!!）
2014年、女性アイドルグループ「アイドリング!!!」で活動中だった自身と橘ゆりかが、仕事で縁のあったサッカー日本代表サポーター「ウルトラス・ニッポン」を支援している植田朝日（劇団コラソン主宰）が監修する日本サッカー応援コンピレーションアルバム『ULTRAS 2014』に参加した経緯で結成。発売後には記念イベントに参加し、提供曲を披露している。
- ライブ活動

2015年2月、コラソンエンターテイメント制作の映画『ユルネバ〜キミは一人じゃない〜』の主題歌を担当し、同音楽イベントに初参加した。以後、ユニットメンバー・LUKAとして、ライブ活動を本格的に開始した。同年8月には初のワンマンライブを開催し、同年11月には主催ライブの開始やアルバムをリリースするなど、精力的な活動を行っていた。2018年2月の対バン出演を最後に、宣言のない活動休止状態となっている。2020年4月にライブイベント参加の予定であったのだが、新型コロナウイルス感染拡大の影響により実現に至らなかった。
2016年初夏に、Booing!!!から派生したソロのユニット「Havfrue」を発足させた。対バンや音楽イベントに単独で出演する際、同名義で参加している。

## 作品

### イメージビデオ
- るかの1ページ・・・（2011年4月20日、ラインコミュニケーションズ）
- 瑠夏色の夏（2011年10月28日、エスデジタル）
- るかぴ〜や（2012年4月13日、リバプール）
- LUKA is back!!（2017年12月15日、ラインコミュニケーションズ）
- reply（2019年2月21日、エスピーワン / イーネット・フロンティア）

### 写真集
オムニバス
- a-books GRAVURE 2018（2018年8月3日、エイベックス・マネジメント / メディア・パル） ISBN 978-4-8021-9218-7 [34]
- a-books GRAVURE -Anthology-（2019年3月22日、エイベックス・マネジメント / メディア・パル） ISBN 978-4-8021-9240-8 [37]
- 写真集 艦娘遊撃隊 -「加賀」「榛名」「大淀」「夕立」-（2020年10月20日、角川アーキテクチャ / KADOKAWA） JAN 4573477881732 - 榛名 名義

### デジタル写真集
- sabra net e-Book『Look at Ruka』（2012年11月22日、小学館） - Webメディアでは2011年初出。
- sabra net e-Book『Look at Ruka 2』（2012年12月28日、小学館） - Webメディアでは2011年初出。
- FLASHデジタル写真集『アイドル・ハウスキーパー』（2018年3月23日、光文社、撮影：岡本武志）
- 週プレnet Extra No.765『倉田瑠夏、火照る』（2018年11月19日、集英社、撮影：佐藤佑一）
- sabra net e-Book『アダルト・アップデート』（2018年12月21日、小学館） - Webメディアでは2017年初出。
- sabra net e-Book『HIPHOP RUKA』（2019年11月8日、小学館） - Webメディアでは2018年初出。

## 出演

### テレビ
レギュラー・特別出演
- アイドリング!!!（2010年4月 - 2015年10月、フジテレビワンツーネクスト）
- アイドリング!!!日記 → アイドリング!!!（地上波版）（2010年4月 - 2015年11月、フジテレビ/フジテレビONE）
- 鎧美女 #29（2017年6月28日〈27日深夜〉、フジテレビONE） - 甲冑：上杉謙信
- 女神降臨 #149 倉田瑠夏（2018年6月2日〈1日深夜〉、MONDO TV）
- バカリズム特番（2020年9月1日〈8月31日深夜〉・10月30日、フジテレビONE）
- いい福みつけ旅（2020年9月 - 、奈良テレビ放送）
- クイズ！G1グランプリ！（2021年5月 - 、奈良テレビ放送）

バラエティ
- モデルプレスナイト（2016年12月16日・2017年1月6日、Kawaiian TV）[86][87]
- ザ・カセットテープ・ミュージック（2018年1月6日〈5日深夜〉・13日〈12日深夜〉、BS12 トゥエルビ） - 月替わりアシスタントMC カセットガール
- 痛快TV スカッとジャパン（2018年7月2日、フジテレビ） - （再現ドラマ）神田麻里 役
- 本当にあった衝撃の事件ファイル（2020年9月26日、フジテレビ）
- 実話怪談倶楽部（2021年3月6日〈5日深夜〉・2023年8月10日〈9日深夜〉・2024年12月14日〈13日深夜〉、フジテレビONE）
- クイズ1ミニッツ（2021年6月24日、TBS）
- ハシアゲ #40 - #41（2025年2月16日 - 23日、さんいん中央テレビ）[88]

### 映画
- ユルネバ〜キミは一人じゃない〜（2015年2月28日公開、コラソンエンターテイメント） - 石川奈央 役[12]
- カーテンコール 〜curtain call〜（2019年11月16日公開、ミカタ・エンタテインメント） - マキ 役[40]

### 舞台
2011年
- Flying Trip 第2回公演『Stranger than Paradise 〜深愛〜』（8月9日 - 14日、池袋 シアターグリーン BOX in BOX THEATER） - 小田まり 役

2012年
- Flying Trip 第3回公演『空色ドロップ』（1月11日 - 15日、中野 ポケットスクエア ザ・ポケット） - 田山洋子 役
- PU-PU-JUICE 第7回公演『汚れたアヒル』（3月15日 - 25日、新宿 SPACE107） - 楓 役
- Flying Trip 第4回公演『月下のオーケストラ』（4月15日、池袋 シアターグリーン BIG TREE THEATER） - 日替わりゲスト
- Flying Trip 第5回公演『ひまわりのソラネ』（7月18日 - 22日、池袋 シアターグリーン BIG TREE THEATER）
- メディアゲート『舞台版 ビーナスファンタジスタ 〜The crescendo in my heart〜』（9月1日 - 2日、赤坂RED/THEATER） - 日替わりゲスト

2013年
- Flying Trip 第6回公演『落下ガール』（3月7日 - 9日、新宿 シアターサンモール） - 白金清美 役
- Ann&Mary Presents Vol.1『PIRATES OF THE DESERT』（7月10日 - 15日、池袋 シアターグリーン BASE THEATER） - アーキル 役
- 劇団コラソン 第26回公演『モテなキ』（10月17日 - 20日、下北沢 駅前劇場）

2014年
- SOLID STAR プロデュース Vol.1『ミニチュア!!』（3月19日 - 23日、新宿 SPACE107） - 市原薫 役
- 萬屋錦之助一座「ざ☆よろきん」 第七回本公演『高松心中〜坊主と花魁の四十九日〜』（4月16日 - 22日、池袋 シアターグリーン BASE THEATER） - メモリー 役
- 劇団コラソン 第31回公演『桜田ファミリア』（9月22日、有楽町 ニッポン放送イマジンスタジオ） - 日替わりゲスト
- Ann&Mary Presents Vol.2『PIRATES OF THE DESERT 2 〜アカツキ国の牢獄〜』（10月1日 - 5日、池袋 シアターグリーン BIG TREE THEATER） - アーキル 役

2015年
- 劇団コラソン 第32回公演『ドツボ』（4月29日 - 5月3日、下北沢 シアター711）
- 劇団コラソン 第33回公演『REBORN』（6月20日 - 22日、有楽町 ニッポン放送イマジンスタジオ）
- 劇団コラソン 第35回公演『ハローウィン』（10月24日 - 26日、有楽町 ニッポン放送イマジンスタジオ）

2018年
- アリスインプロジェクト 2018年4月公演『続・魔銃ドナー 〜アーティフィシャル ダイアリシス〜』（4月11日 - 15日、新宿村LIVE） - 主演：二ノ宮椿 役
- 刀屋壱×劇団PIS★TOL『BURRRN!!!〜無稽・本能寺〜』（8月15日 - 18日、月島社会教育会館） - 天海一恵 役
- 劇団ドリームプリンセス『スリーアウト！ -サヨナラ篇-』（9月5日 - 9日、新宿村LIVE） - 真名 役
- ADKアーツ アドリブ心理劇『レジスタンスイレブン〜クリスマスを守り抜け〜』（12月10日・15日、コフレリオ 新宿シアター） - 日替わりキャスト
- 呪いシリーズ『呪いの49日〜表と裏〜』（12月19日 - 23日、中野 テルプシコール） - 川相優子 役
- 呪いシリーズ『呪いの万華鏡〜図地反転〜』（12月22日 - 24日、中野 ポケットスクエア 劇場HOPE） - 川相優子 役

2019年
- 劇団ドリームプリンセス『カーテンコール 〜curtain call〜』（2月28日 - 3月3日、築地本願寺ブディストホール） - 栞 役
- 劇団SUTTHINEE 第2回公演『カエデソウ』（4月3日 - 7日、高島平 バルスタジオ） - リア 役
- アイエス・フィールド 朗読劇『Greif』（4月26日 - 28日、目黒 千本桜ホール） - 柏木春香 役
- 朝劇 西新宿『愛の回転式』（5月25日、グラスダンス 新宿） - 日替わりゲスト
- 劇団ドリームプリンセス『13月の女の子』（6月29日 - 7月7日、新宿シアターモリエール）
- 萬腹企画 7杯目『封印壊除』（7月10日 - 15日、大塚 萬劇場） - イリカ 役
- アイエス・フィールド 朗読劇『Greif2』（8月30日 - 9月1日、目黒 千本桜ホール） - 美那未 役
- 『愛害〜12の本性〜』（11月8日 - 10日、恵比寿・エコー劇場） - 百道杏 役
- 劇団SUTTHINEE 第5回公演『オタッカーズ・ハイ』（11月27日 - 12月1日、高島平 バルスタジオ） - 伊藤杏奈 役
- 萬腹企画 9杯目『NIKORA -ニコラ-』（12月25日 - 29日、中野 ポケットスクエア テアトルBONBON） - 主演：ニコラ 役

2020年
- アイエス・フィールド 朗読劇『Greif2』（1月24日 - 26日、目黒 千本桜ホール） - 小鳥遊知世 役
- 萬腹企画 10杯目『BUGBUG西遊記』（2月26日 - 3月1日、中野 ポケットスクエア ザ・ポケット） - タータ 役
- Ann&Mary 第4回公演『Ambitious Girls〜アンビシャス ガールズ〜』（4月8日 - 12日、池袋 シアターグリーン BOX in BOX THEATER） - 白川梨花 役
- アイエス・フィールド 朗読エンターテイメント『Greif3』（4月28日 - 5月3日、荻窪 オメガ東京）
- 萬腹企画 11杯目『怨霊撲滅屋GRUDGE・BREAKERs』（8月19日 - 23日、池袋 シアターKASSAI） - 日ノ峰フタバ 役
- 『エグジスタンス〜居場所を求めて〜』（9月20日 - 21日、渋谷区文化総合センター大和田 伝承ホール） - アキ 役
- 『舞台「真夜中のオカルト公務員」』（10月29日 - 11月7日、新宿FACE） - 蚕神 役
- 『舞台「ハイスクール！奇面組3」〜危機一髪！修学旅行編〜』（11月18日 - 23日、赤坂 草月ホール） - 若人蘭 役
- パン・プランニング『スポットライト（BACK STAGE STORY）〜2020』（12月5日 - 13日 10日、築地本願寺ブディストホール） - 美保 役

2021年
- 萬腹企画 12杯目『みく×ぶれ 〜Mixed×Blessing〜』（3月31日 - 4月4日、日暮里 d-倉庫） - リア 役
- 劇団バルスキッチン 第13回公演『どぎまぎメモリアル』（4月21日 - 25日、高島平 バルスタジオ） - 藤浪詩織 役
- 劇団バルスキッチン 第15回公演『商店街グランドリオン』（7月21日 - 25日、池袋 シアターグリーン BIG TREE THEATER） - マヨーネ 役
- パン・プランニング ミュージカル『ダンスレボリューション〜ホントのワタシ〜2021』（8月20日 - 22日、新宿 こくみん共済 coop ホ－ル／スペース・ゼロ） - かおり 役
- 五反田タイガー 9th Stage『DEMON〜ありがとうって言えなくて〜』（1月27日 - 31日、銀座博品館劇場 9月1日 - 5日、新宿 こくみん共済 coop ホ－ル／スペース・ゼロ） - カニさん 役
- Alexandrite Stage『Three Kingdoms〜最終章〜』「激震・再生編」（10月30日 - 11月3日、有楽町 オルタナティブシアター） - 司馬師 役

2022年
- 朗読劇『GIRLS Reading Aloud in Yokohama -童話シリーズ vol.5-』「眠る森のお姫様」「アラジンと不思議なランプ」「シンデレラ」「ヘンゼルとグレーテル」（3月20日、横浜 ランドマークホール）
- Uzume 第7回公演『誰かも知らない。』（4月13日 - 17日、恵比寿 シアター・アルファ東京） - 里原香奈美 役
- 『雨と夢のあとに』（5月25日 - 29日、渋谷区文化総合センター大和田 伝承ホール） - 青山ちえみ 役
- 『舞姫 〜ディーヴァ〜』（1月19日 - 23日、渋谷区文化総合センター大和田 伝承ホール 7月6日 - 10日、品川 六行会ホール） - 主演：柊舞 役
- インヘリット東京 第34回池袋演劇祭参加作品『ザ・ファイナル・セカンド〜永遠の一秒1989〜』（9月1日 - 4日、大塚 萬劇場） - 新見邦子 役
- 劇団バルスキッチン 第21回公演『ほぼほぼ心霊スポット』（9月14日 - 19日、高島平 バルスタジオ） - 清水梢 役
- サムライ・ロック・オーケストラ 10周年記念作品『アリス in Muscleランド』（2022年10月 - 2024年11月、全国各地） - 主演：アリス 役
  - 2022年
    - 綾瀬公演（2022年10月1日、綾瀬市オーエンス文化会館 大ホール）

  - 2023年
    - 中野公演（2023年4月9日、なかのZERO 大ホール）
    - 橿原公演（2023年6月25日、奈良県橿原文化会館 大ホール）
    - 大阪公演（2023年7月2日、メルパルクホール大阪）
    - 横浜公演（2023年8月27日、神奈川県立青少年センター 紅葉坂ホール）
    - 市川公演（2023年9月3日、市川市文化会館 大ホール）
    - 札幌公演（2023年11月19日、カナモトホール）

  - 2024年
    - 小平公演（2024年9月1日、ルネこだいら 大ホール）
    - 前橋公演（2024年9月20日、昌賢学園まえばしホール 大ホール）
    - 芸術鑑賞会公演（2024年11月20日、茅ヶ崎市民文化会館 大ホール）

- 萬腹企画 15杯目『恋愛疾患特殊医療機 a-xブラスター』（11月10日 - 13日、恵比寿 シアター・アルファ東京） - グリフィス李梨花スカーレット 役
- Project Amythos 旗揚げ公演『空の匣庭』（12月23日 - 27日、品川 六行会ホール） - 主演：ラファエル 役

2023年
- ナイスコンプレックス N33『ゲズントハイト〜お元気で〜』（2022年2月17日 - 20日、池袋 東京芸術劇場 シアターウエスト 2023年3月16日 - 21日、池袋 あうるすぽっと） - 武田久子 役
- 萬腹企画 16杯目『MAGIAGIA -マギアギア-』（4月27日 - 30日、池袋 あうるすぽっと） - ガーネット姫 役
- 『舞台「志立彩色女学院アイドル科」』（5月24日 - 28日、高島平 バルスタジオ） - 白瀬雪菜 役
- Alexandrite Stage『PRINCESS TOYOTOMI』 - お江 役
  - 東京公演（8月10日 - 13日、CBGKシブゲキ!!）
  - 大阪公演（8月18日 - 20日、近鉄アート館）

- 『降臨SOUL』（11月23日 - 12月3日、中目黒キンケロ・シアター） - 汐崎弥生 役
- 萬腹企画 冬の特別公演『NIKORA-ニコラ-』（12月20日 - 24日、中野 ポケットスクエア テアトルBONBON） - 主演：ニコラ 役

2024年
- 萬腹企画 17杯目『封印壊除』（3月21日 - 25日、池袋 シアターグリーン BIG TREE THEATER） - ヒロイン：雪女みぞれ 役
- 劇団バルスキッチン 第34回公演『強くてコンティニュー』（4月24日 - 28日、池袋 シアターグリーン BIG TREE THEATER） - 加藤一華 役
- 『学園探偵 薔薇戦士 〜痴漢退治はお任せあれ！〜』（6月12日 - 16日、中野 ポケットスクエア ザ・ポケット） - 主演：紅乃木杏奈 役
- 劇団バルスキッチン 第35回公演『ほぼほぼ心霊スポット』（7月10日 - 15日、高島平 バルスタジオ） - 清水梢 役
- 『Girls Live Action「降臨SOUL〜風燐火斬〜」』（9月25日 - 29日、品川 六行会ホール） - 汐崎弥生 役
- 萬腹企画 18杯目『怨霊撲滅屋GB』（11月13日 - 17日、新宿シアターモリエール） - 日ノ峰フタバ 役
- 劇団バルスキッチン 第39回公演『歌舞伎町ホーリーナイト』（12月18日 - 22日、高島平 バルスタジオ） - 倉科理香  役

2025年
- 『C2機関「艦これ」舞台2025 【突入！礼号作戦1944】presented by avex live creative inc.』（2月22日 - 3月2日、品川プリンスホテル クラブeX） - 飛行場棲姫 役
- 萬腹企画 春の特別公演『ライジング・ラブ』（3月12日 - 16日、下北沢 小劇場 楽園） - ニコラ 役
- 『学園探偵 薔薇戦士II 〜ホストの毒牙からJKをお守りします〜』（4月16日 - 20日、新宿村LIVE） - 主演：紅乃木杏奈 役
- 『Girls Live Action「降臨SOUL〜是非ニ及バズ〜」』（5月21日 - 25日、品川 六行会ホール） - 汐崎弥生 役
- 片肌☆倶利伽羅紋紋一座「ざ☆くりもん」第33回ロングラン本公演『六道追分』〜第六期〜（6月25日 - 7月6日、池袋 シアターグリーン BASE THEATER） - ヒロイン：お菊 役
- 劇団バルスキッチン 第43回公演『商店街グランドリオン』（9月3日 - 7日〈予定〉、池袋 あうるすぽっと） - ペペ 役

### オンライン劇
- アイエス・フィールド 朗読劇『Greif』（2020年5月1日 - 2日・17日）[144][145]
- アイエス・フィールド 朗読劇『Greif3』（2020年7月3日 - 5日・10日 - 12日） - 主演：小鳥遊知世（渚） 役[146]

### 映像作品
- 第4回 Ann&Mary Presents公演『Ambitious Girls〜アンビシャス ガールズ〜』（2020年7月、Ann&Mary製作委員会） - 白川梨花 役[注釈 9]

### 配信テレビ・アプリ
- 倉田瑠夏 プレミアム放送（2011年11月6日 - 2014年9月、AmebaStudio）
- インスタントジョンソンのかわいこちゃーんNEO!（2014年8月23日・9月20日、AmebaStudio） - アシスタントMC
- るかえで×アイドリング!!!（2015年5月 - 7月、AmebaStudio）
- きみだけLIVE「たまには、お話しましょう会」（2016年4月3日、mixi） - 元アイドリング!!!企画
- 倉田瑠夏チャンネル（2016年11月 - 2017年2月、AMESTAGE）
- 横澤夏子のイイ女しか出れないTV（2016年11月23日・2017年1月19日・2月10日、FRESH!）
- アイドルING!!!〜ネクスト育成ング!!!（2017年10月[注釈 10] - 2018年7月、FRESH!）
- 芸能もういっちょ（2018年9月20日、auサービスTOP）
- WinTicket ミッドナイト競輪（2020年2月9日、AbemaTV）
- DJ KOOの電KOO石火わいたー（2020年3月 - 、YouTube） - （不定期出演）アシスタントMC KOOガール1号[148]

### ラジオ
- BEAT GOES ON（2018年6月 - 7月、FM FUJI） - アシスタント
- 宮☆桃ラジオ（2020年7月3日、渋谷クロスFM）

### CM・広告・イメージモデル
CM
- 楽天モバイル「お得なセット篇」WebCM（2020年2月 - ）
- INFRECT「Infrect」WebCM（2024年1月 - ）

イメージモデル
- ラッキー1番グループ イメージガール（2019年7月 - 2021年6月、ユーコーラッキー）
- KYOSEN GROUP 公式モデル（2020年9月 - 2021年9月、京繊）

PR
- PlayStation 4『北斗が如く』（2018年3月7日、セガゲームス）[149]
- 菌活部（2018年6月 - 9月、ホクト×エイベックス）[150][151]
  - コラボレーション企画（2018年8月20日 - 9月2日、表参道 76CAFE OMOTESANDO）[152]
- ミスいちご2024（2024年4月 - 2025年4月、ミスいちご実行委員会）[56]
- リロの不動産 東都（2024年9月 - 2025年1月、東都）[153]

### ディスクジョッキー
DJ LUKA 名義
- TOKYO ALLMIX NIGHT 2016 YEAR-END PARTY（2016年12月29日、新木場 ageha）
- newÔrder（2017年2月4日、クラブ ピカデリー梅田大阪）
- camelot LIVE（2017年5月・2017年8月 - 2019年7月、渋谷 Club Camelot） - 月1レギュラー出演
- iNSEKT「MEGA LADY BiRD」（2017年9月22日、広島 CLUB LEOPARD）
- bijou「SHINTARO YAMADA, エハラ マサヒロ, DJ LUKA」（2017年11月17日、福岡 ダンスクラブ美獣）
- PANDA FESTIVAL vol.05（2017年11月24日、渋谷Milkyway）

### イベント
レギュラー
- グラタンハウス / Gratin house

- vol.1 - 3（自由が丘 コラソンBARルチャリブレ）

- 2016年9月24日
- 2017年2月11日
- 8月26日

- 23rd Birthday Event（祐天寺 Bridge）

- 2019年9月7日

- 倉田瑠夏色々お祝いイベント（神宮前 空中酒場）

- 2023年10月7日

- 週プレ酒BAR（新宿歌舞伎町 週プレ酒場）[154]

- 2017年8月18日
- 9月23日
- 12月26日
- 2018年1月18日
- 2月21日
- 3月29日
- 5月24日
- 7月5日
- 11月8日
- 11月24日
- 2019年5月14日

- ラッキー1番グループ来店イベント（愛知県内各地）

- 2019年7月21日
- 9月8日
- 11月1日
- 2020年1月11日

- ルカだけライブ（オンライン）

- 2020年6月6日[注釈 11]
- 6月27日
- 7月25日
- 9月26日

- 倉田瑠夏オンライン個別トーク（オンライン）

- 2020年8月29日[注釈 12]
- 2021年1月24日
- 2月27日
- 5月30日
- 2022年8月12日

- ブラウザゲーム『艦隊これくしょん -艦これ-』関連リアルイベント（2019年1月 - ） - 艦娘遊撃隊 榛名 役

  - 「艦これ」鎮守府新春JAZZ祭り2019 in 日本武道館（2019年1月3日（前日特設物販） - 4日[注釈 13]、日本武道館）
  - 「艦これ」鎮守府第三次"瑞雲"祭り 【前段作戦】/【後段作戦】 in 横浜・八景島シーパラダイス特設泊地（2019年5月11日 / 12日・6月2日、横浜・八景島シーパラダイス）
  - C2機関"1MYB"全国ツアー横浜ライブ【Zepp Tour Final Special】Live & Ondo in KT Zepp Yokohama（2022年3月23日、KT Zepp Yokohama）
  - C2機関「艦これ」呉鎮守府巡り2022・呉市制120周年記念（2022年4月23日 - 24日、呉信用金庫ホール・他）
  - C2機関 "瑞雲"&"秋刀魚"祭り2022 in FSW（2022年10月2日、富士スピードウェイ）
  - C2機関 鎮守府新春New Year SHIGURE Live! 2023（2023年1月3日、パシフィコ横浜 国立大ホール）
  - C2機関北海道遠征「艦これ」KANMUSU Meets HOKKAIDO Special Event 2023（2023年5月31日、エスコンフィールドHOKKAIDO）
  - C2機関佐世保本遠征「艦これ」公式コラボ【Operation SASEBO Expedition 2023】（2023年6月9日 - 10日、アルカスSASEBO 大ホール・他）
  - 【C2機関「艦これ」公式新春Live! 2024】Chinjufu New Year Live! 2024 in YOKOHAMA Minato Mirai（2024年1月3日、パシフィコ横浜 国立大ホール）
  - 【C2機関「艦これ」JAZZ Spring Session】in Club eX（2024年3月16日、品川プリンスホテル クラブeX）
  - 【金剛型86】納車式前夜祭公式セレモニーパーティ / 納車式 in FSW鎮守府2024（2024年8月23日 / 24日、富士スピードウェイ周辺）
  - C2機関呉鎮守府遠征「艦これ」公式コラボ（2024年10月13日 - 14日、呉信用金庫ホール・江田島・他）
  - カレー機関（カレー機関） - 不定期参加

単発
- 1stイメージビデオ『るかの1ページ・・・』発売記念イベント（2011年4月24日、ソフマップアミューズメント館）
- 2012年カレンダー発売記念イベント（2011年10月22日、有隣堂ヨドバシAKIBA店）
- 2ndイメージビデオ『瑠夏色の夏』発売記念イベント（2011年10月29日、書泉ブックタワー / ソフマップアミューズメント館）
- 3rdイメージビデオ『るかぴ〜や』発売記念イベント（2012年4月29日、ソフマップアミューズメント館）
- 2013年カレンダー発売記念イベント（2012年10月14日、書泉ブックタワー）
- 2014年カレンダー発売記念イベント（2013年10月26日、書泉ブックタワー）
- 舞台『モテなキ』DVD発売記念握手会（2014年9月22日、ニッポン放送イマジンスタジオ）
- 2015年カレンダー発売記念イベント（2014年11月2日、書泉ブックタワー）[155]
- 東京国際フットボール映画祭 映画『ユルネバ〜キミは一人じゃない〜』舞台挨拶（2015年2月8日・11日、秋葉原UDXシアター）
- 映画『ユルネバ〜キミは一人じゃない〜』上映会（2015年2月28日、調布市文化会館たづくり くすのきホール）
- LUKA's Birthday Event 〜The Guratan Fes〜（2015年8月8日、SHIBUYA DESEO）
- 2016年カレンダー発売記念イベント（2015年11月21日、アキバ☆ソフマップ1号店）[156][157]
- YURICA BIRTHDAY『YURICAL Fes』（2015年12月23日、下北沢ろくでもない夜）
- Booing!!!LUKA 20th Anniversary Festival.（2016年8月14日、渋谷マウントレーニアホール）
- コラソンウェイ vol.7（2016年9月29日、渋谷Milkyway） - DJ LUKA×パフォーマーYURICA名義
- YURICAL FES 2016（2016年12月22日、渋谷WWW X）
- Tokyo E-sports Festival（2017年11月18 - 19日、お台場フジテレビ本社屋）
- 4thイメージビデオ『LUKA is back!!』発売記念イベント（2018年1月6日、ソフマップAKIBA④号店 アミューズメント館）[158]
- 舞台『続・魔銃ドナー 〜アーティフィシャル ダイアリシス〜』チケット販売イベント（2018年3月31日、池袋Acrovision）
- 『a-books GRAVURE 2018』発売記念握手会イベント（2018年8月9日、ヴィレッジヴァンガード渋谷）
- 週プレ劇場「倉田瑠夏トークショー&チェキ会」（2018年11月24日、週プレ酒場）
- 2019カレンダー販売イベント（2018年12月16日、東京ソラマチ テレビ局公式ショップ 〜ツリービレッジ〜）
- 刀屋壱 第8回殺陣イベント『仁〜Jin〜』（2019年3月9日 - 10日、中目黒TRY） - （イベント内演劇）椿 役
- 5thイメージビデオ『reply』発売記念イベント（2019年3月24日、ソフマップAKIBA④号店 アミューズメント館 / 4月13日、HMV&BOOKS SHINSAIBASHI）
- 『a-books GRAVURE -Anthology-』発売記念イベント（2019年4月29日、ヴィレッジヴァンガード渋谷）
- 週プレ酒場アワード授賞式（2019年6月1日、週プレ酒場）
- 映画『カーテンコール 〜curtain call〜』試写会イベント（2019年9月1日、雷5656会館 ときわホール）
- 映画『カーテンコール 〜curtain call〜』トークイベント（2019年11月16日、下北沢トリウッド[159] / 12月15日、大阪 十三 シアターセブン・名古屋 大須シネマ[160] / 2020年1月30日、横浜 シネマノヴェチェント[161]）
- 舞台『バレンタイン・ブルー』アフタートーク・特典会ゲスト（2020年2月24日、銀座博品館劇場）[162]
- SENKEN ONLINE EVENT（2021年5月24日、オンライン）
- 橘ゆりか&倉田瑠夏 オンラインイベント / 橘ゆりか&倉田瑠夏 オンライン2on1トーク！（2021年9月17日、オンライン）
- 橘ゆりか&倉田瑠夏 クリスマス直前★オンライン2on1トーク！（2021年12月19日、オンライン）
- 萬腹企画 15杯目『恋愛疾患特殊医療機 a-xブラスター』キャストトーク&チェキ撮影会 / アフタートーク&チェキ撮影会（2022年10月15日、参宮橋トランスミッション / 11月20日、高田馬場ラビネスト）
- 池谷直樹の跳びたこ 一日店長（2022年11月19日、ららぽーと横浜）
- 倉田瑠夏 クリスマススペシャルイベント（2022年12月10日、ROCK CAFE LOFT is your room）
- メゾンこばやし 30th birthday（2023年1月21日、Studio K）
- 萬腹企画の個展#4（2023年1月29日、ギャラリーがらん西荻）
- 萬腹企画大新年会（2023年2月4日、バルスタジオ）
- chez TAKEYAMA バレンタインデー一日店長（2023年2月14日、chez TAKEYAMA）
- 萬腹企画 16杯目『MAGIAGIA -マギアギア-』〜ビフォアイベント〜 / 〜アフターイベント〜 / 〜上映会&メイキング&トークイベント〜（2023年4月15日 / 6月17日 / 2024年2月3日、バルスタジオ）
- 伊藤佳織生誕祭（2023年5月7日、東京都銀座某所）
- 長野せりな芸能生活25周年イベント!!!（2023年5月7日、ロフトプラスワン）
- 『空の匣庭〜team EDEN〜』DVD発売記念イベント（2023年5月20日、TKJシアター） - （イベント内朗読劇）ラファエル 役
- 東京ドロンパ BIRTHDAY PARTY supported by めちゃコミック（2023年9月23日、味の素スタジアム周辺） - アイド“ロ”ング!!!名義[53]
- 萬腹企画の個展#5（2023年10月1日、ギャラリーがらん西荻）
- 池谷直樹の跳びたこ 一日店長（2024年1月14日、池谷直樹の跳びたこ 二俣川店）
- 萬腹企画の個展#6（2024年1月27日 - 28日、ギャラリー&スタジオnolla 銀座・築地）
- chez TAKEYAMA バレンタインデー一日店長（2024年2月14日、chez TAKEYAMA）
- 萬腹企画 17杯目『封印壊除』〜アフタートークイベント〜（2024年4月6日 - 7日、バルスタジオ）
- 伊藤佳織生誕祭（2024年5月5日、東京都内某所）
- 萬腹企画の個展#7（2024年5月11日 - 12日、ギャラリーがらん西荻）
- 海外ドラマアカデミー vol.10「THIS IS US特集」 / vol.13「アンブレラ・アカデミー特集」（2024年5月26日 / 8月25日、光塾 COMMON CONTACT並木町）
- 萬腹企画の個展番外編「Manpuku World」（2024年7月27日 - 28日、ギャラリーがらん西荻）
- おめでとう会（2024年8月18日、新宿御苑近辺）
- 萬腹企画 18杯目『怨霊撲滅屋GB』〜ビフォアトークイベント〜 / 〜アフタートークイベント〜 / 〜上映会&メイキング&トークイベント〜（2024年10月20日、バルスタジオ / 12月7日 - 8日、池袋西口GEKIBA / 2025年5月30日、バルスタジオ）
- 「なおりくの遊び場 vol.12」〜遊び場で、ナオピー生誕祭〜（2024年11月1日、池袋西口GEKIBA）
- 「降臨SOUL 〜澁谷降臨〜」朗読劇&トウクシヨウ（2025年1月25日 - 26日、MsmileBOX渋谷）
- 萬腹企画の個展#8（2025年2月9日、アジギャラリー）
- ライジング・ラブ クライマックス目前イベント！（2025年3月15日、小劇場 楽園）
- ロングラン橋渡しイベント「ざ☆かけはし」其ノ五（2025年6月20日、シアターグリーン BASE THEATER）
- 倉田瑠夏 Birthday event（2025年8月17日〈予定〉、東京都渋谷区某所）
- 降臨祭〜シン大苦墓降臨〜 / 降臨TALK in 降臨祭（2025年10月10日・12日 / 11日〈予定〉、R'sアートコート）

## 書籍

### ムック
- ENTAME genic vol.003（2017年5月1日、徳間書店）
- ENTAME genic Side a（2017年8月18日、徳間書店） - エイベックス・グラビア企画[163][164]

### カレンダー
- 倉田瑠夏 2012年度カレンダー（2011年10月12日、ハゴロモ）
- 倉田瑠夏 2013年度カレンダー（2012年10月17日、ハゴロモ）
- 倉田瑠夏 2014年度カレンダー（2013年10月9日、ハゴロモ）
- 倉田瑠夏 2015年度カレンダー（2014年10月25日、ハゴロモ）
- 倉田瑠夏 2016年度カレンダー（2015年10月17日、ハゴロモ）

卓上
- Booing!!! 2015年度カレンダー（2015年、自主出版）
- Booing!!! 2016年度カレンダー（2015年11月、自主出版）
- 倉田瑠夏 2017年度カレンダー（2016年12月、自主出版）
- 倉田瑠夏 2018年度カレンダー（2017年10月20日、自主出版）
- 倉田瑠夏 2019年度カレンダー（2018年12月15日、ハゴロモ/わくわく製作所）